# Бора Тодоровић
Боривоје Бора Тодоровић (Београд, 5. новембар 1929 — Београд, 7. јул 2014) био је српски и југословенски позоришни, филмски, телевизијски и радио глумац.
Глумом се активно бавио преко 50 година и за то време остварио је улоге у око 60 позоришних представа, 30 играних филмова и близу 100 ТВ-драма, ТВ-филмова и серија. Најпознатији је по улогама Слободана „Боба” Михајловића у Врућем ветру, „Ђенке” у култној комедији Маратонци трче почасни круг, Петра Јаковљевића у Балканском шпијуну и „Пика” у филмовима Балкан експрес, Балкан експрес 2 и истоименој ТВ серији.
За улогу Луке Лабана у филму Професионалац из 2003. добио је Награду „Гран при” на Филмском фестивалу комедије у Монте Карлу (Monte-Carlo Film Festival De La Comedie).
Брат је глумице Мире Ступице и отац глумца Срђана Жике Тодоровића и глумице и списатељице Дане Тодоровић.

## Биографија
Рођен је у професорској породици у Београду. Напустио је Машински факултет у Београду да би уписао Академију за позоришну уметност, 1949. године. Студирао је у класи професора Јоза Лауренчића, код којег је дипломирао 1956. године. Класни другови су му били Љуба Тадић, Марко Тодоровић, Слободан Цица Перовић и други.
До 1957. године је био члан Београдског драмског позоришта (БДП), од 1957 — 1961. Хрватског народног казалишта (ХНК) у Загребу (где се истицао у америчком репертоару — Артур Милер, Тенеси Вилијамс), а од 1961—1983. године београдског Атељеа 212 (где је први велики успех имао главном улогом у Арсенику и старим чипкама Џозефа Кеселринга, 1961). На филму је дебитовао 1956. године (филм У мрежи Бојана Ступице), док је прву већу улогу на филму, лик колебљивог и неуротичног партизана, остварио у Корацима кроз маглу (1967) Жоржа Скригина. Филму се вратио тек у другој половини седамдесетих година — с појавом генерације редитеља тзв. прашке школе (нпр. Национална класа Горана Марковића и Посебан третман (1980) Горана Паскаљевића). После успеха у истоименом комаду Душана Ковачевића и у филму Маратонци трче почасни круг (Слободана Шијана (1982) тумачио је предратног филмског пионира. С пуно оштрине, мимо уобичајених конвенција играо је Пика — џепароша изван правила морала, који узбудљиво преживљава прве дане рата у филму Балкан експрес (1983) Бранка Балетића. Посебно је запажен по ликовима „аутсајдера“ (југословенског "гастарбајтера“ у Шведској) у филму Мистер Монтенегро (Душан Макавејев, 1981), жртве хипертрофиране провинцијалне идеолошке параноје у Балканском шпијуну Божидара Николића и Душана Ковачевића (1984), те опскурног ромског „кума“, виртуоза у манипулисању људима у Дому за вешање (Емир Кустурица, 1988), у којем је један од двоје професионалних глумаца.
Глумио је и на телевизији у серијама Врућ ветар, Сиви дом, Дипломци, Цео живот за годину дана, Рађање радног народа.
Преминуо је 7. јула 2014. године у 85. години. Кремиран је на Новом гробљу у Београду 10. јула 2014. године. Његова урна је положена у у Алеју заслужних грађана на београдском Новом гробљу. 

## Награде (избор):
- Златна медаља за заслуге, поводом Дана државности Републике Србије, 2015. године (постхумно)
- Добричин прстен, највећа глумачка награда која се у Србији додељује за животно дело, 2006. године
- Награда “Павле Вуисић” за изузетан допринос уметности глуме на домаћем филму, 2002. године
- Златни ћуран за животно дело глумцу комичару, Данима комедије у Јагодини, 2008. године
- Статуета Јоаким Вујић, за изузетан допринос развоју позоришне уметности Србије, 1997. године
- Стеријина награда за улогу у представи Маратонци трче почасни круг, 1974. године
- Статуета Ћуран, за улогу у представи Псеће срце, на Данима комедије у Јагодини, 1980. године
- Статуета Ћуран, за улогу у представи Мрешћење шарана, на Данима комедије у Јагодини, 1985. године
- Статуета Ћуран, за улогу у представи Лари Томпсон, трагедија једне младости, на Данима комедије у Јагодини, 1998. године
- Гран при Наиса (Ћеле кула) за најбољег глумца Филмског фестивала у Нишу, 2003. године, за улогу у филму Професионалац
- Награда Малих и експерименталних сцена за улогу у представи Вештина на МЕСС-у у Сарајеву, 1963. године
- Златни медаљон “Љубиша Јовановић” за улогу у представи Лари Томпсон, трагедија једне младости на Свечаностима "Љубиша Јовановић" у Шапцу, 1998. године
- Награда “Зоранов брк” за улогу у представи Повратак на Данима Зорана Радмиловића у Зајечару, 2003. године
- Филмске награде “Златна клапа”, “Златни екран”
- Награда “Гран при” за улогу у филму Професионалац на Филмском фестивалу комедије у Монте Карлу, 2003. године

## Филмографија
| Год.       | Назив                                    | Улога                      |
| ---------- | ---------------------------------------- | -------------------------- |
| 1950.-те   |                                          |                            |
| 1956.      | У мрежи                                  | Рибар са гитаром           |
| 1957.      | Мали човек                               | Помоћник инспектора        |
| 1960.-те   |                                          |                            |
| 1961.      | Покојник (ТВ снимак представе)           |                            |
| 1961.      | Гола цеста (ТВ драма)                    |                            |
| 1964.      | Човек без граница (ТВ драма)             |                            |
| 1965.      | Отац (ТВ драма)                          |                            |
| 1965.      | Горки део реке (играни филм)             | Поштар                     |
| 1966.      | Човек без граница, II део (ТВ драма)     |                            |
| 1966.      | Бананин брат (ТВ драма)                  | Буба Јеж                   |
| 1966.      | Рој (играни филм)                        | Младић                     |
| 1967.      | Коктел (ТВ)                              |                            |
| 1967.      | Кораци кроз магле                        | Мурђа                      |
| 1967.      | Љубав на плајваз                         |                            |
| 1967.      | Позициони рат љубавних генерала (ТВ)     |                            |
| 1967.      | Једно туце жена                          |                            |
| 1967.      | Арсеник и старе чипке (ТВ)               | Мортимер Брустер           |
| 1967.      | Волите се људи (серија)                  |                            |
| 1967.      | Пробисвет (ТВ серија)                    |                            |
| 1968.      | Делије                                   | Железничар                 |
| 1968.      | Евгенија на зрну грашка                  |                            |
| 1968.      | Једног дана, једном човјеку              |                            |
| 1968.      | Туђе главе                               |                            |
| 1968.      | Стан (ТВ)                                | Алекс                      |
| 1968.      | Пусти снови                              | ТВ редитељ                 |
| 1968.      | Парничари (серија)                       | Поп Аранђел                |
| 1968.      | Вукадин (серија)                         |                            |
| 1968.      | Код Лондона (серија)                     |                            |
| 1969.      | Зигмунд Брабендер, ловац и сер (серија)  | Симон „Лептир“             |
| 1969.      | Недозвани                                |                            |
| 1969.      | Рађање радног народа (серија)            | Растислав „Руле“ Станић    |
| 1970.-те   |                                          |                            |
| 1970.      | Енглески онакав какав се говори          |                            |
| 1970.      | Мирина ТВ ступица (серија)               |                            |
| 1971.      | Улази слободан човек (ТВ)                |                            |
| 1971.      | Цео живот за годину дана (серија)        | Мирко                      |
| 1971.      | Дипломци (серија)                        | Будимир „Буда“ Бумба       |
| 1972.      | Развојни пут Боре Шнајдера (ТВ)          | Витомир                    |
| 1972.      | Смех са сцене: Атеље 212                 | Тодор 2. & Војник          |
| 1972.      | Неспоразум (ТВ)                          | Жан, Маријин муж           |
| 1972.      | Образ уз образ (серија)                  | Бора                       |
| 1973.      | Сироти мали хрчки (ТВ)                   | Начелник министарства      |
| 1973.      | Улази слободан човек (ТВ)                |                            |
| 1973.      | Милојева смрт (ТВ)                       | Бранилац                   |
| 1973.      | Браунингова верзија                      |                            |
| 1973.      | Луди речник (серија)                     |                            |
| 1974.      | Недеље са Ањом (ТВ)                      | Тома                       |
| 1974.      | Јастук                                   |                            |
| 1974.      | Ујеж (ТВ)                                | Аранђел Арсић              |
| 1974.      | Реквијем за тешкаша                      | Менаџер                    |
| 1974.      | Позориште у кући 2 (серија)              | Лазар „Лаки“ Лакићевић     |
| 1974.      | Власт (ТВ)                               |                            |
| 1975.      | Црни петак (ТВ)                          | Драгутин Молеровић         |
| 1975.      | Мили                                     |                            |
| 1975.      | Џоли џокеј                               |                            |
| 1975.      | Двособна кафана                          |                            |
| 1976.      | Изгубљена срећа (ТВ)                     | Марковић                   |
| 1976.      | Част ми је позвати вас (серија)          | Бора                       |
| 1976.      | Звездана прашина (ТВ)                    | Иван                       |
| 1976.      | Чувар плаже у зимском периоду            | Петар Дуњић                |
| 1976.      | Успон и пад Жике Проје (серија)          | Велибор                    |
| 1977.      | Рањени орао                              | Гојко Марић                |
| 1977.      | Мала ноћна музика                        |                            |
| 1977.      | Вага за тачно мерење (серија)            | Молер                      |
| 1977.      | Инфериорност (ТВ)                        | Гарибалди                  |
| 1977.      | Марија Магдалена (ТВ)                    | Леонард                    |
| 1977.      | Црни дани (серија)                       |                            |
| 1977.      | Запамтите (серија)                       |                            |
| 1978.      | Господарев зет (ТВ)                      |                            |
| 1978.      | Стићи пре свитања                        | Светозар Вујковић          |
| 1978.      | Чардак ни на небу ни на земљи (серија)   | Мишковић                   |
| 1978.      | Дан када се рушио свет                   |                            |
| 1978.      | Госпођа министарка (ТВ)                  | Пера Каленић               |
| 1978.      | Повратак отписаних (ТВ серија) (серија)  | Драги „Кента“              |
| 1979.      | Шестица, горе лево                       |                            |
| 1979.      | Национална класа                         | Жика                       |
| 1979.      | Какав дан                                | Зоранов колега             |
| 1980.-те   |                                          |                            |
| 1980.      | Врућ ветар (серија)                      | Слободан „Боб“ Михајловић  |
| 1980.      | Авантуре Боривоја Шурдиловића            | Слободан „Боб“ Михајловић  |
| 1980.      | Ко то тамо пева                          | Ожалошћени                 |
| 1980.      | Посебан третман                          | Раде                       |
| 1981.      | Ерогена зона                             | Зоран Павловић „Ђока Звер“ |
| 1981.      | База на Дунаву (серија)                  | Ђурађ Јавор                |
| 1981.      | Последњи чин (серија)                    | Инжењер Митровић           |
| 1981.      | Монтенегро                               | Алекс Россигнол            |
| 1982.      | Маратонци трче почасни круг              | Ђенка                      |
| 1982.      | Twilight Тиме                            | Никола                     |
| 1983.      | Балкан експрес                           | Пик                        |
| 1983.      | Карађорђева смрт (ТВ)                    | Наум                       |
| 1983.      | Развојни пут Боре Шнајдера (ТВ)          | Бора Шнајдер               |
| 1984.      | Како се калио народ Горњег Јауковца (ТВ) | Јордан                     |
| 1984.      | О покојнику све најлепше                 | Свештеник Јордан           |
| 1984.      | Улични певачи (серија)                   |                            |
| 1984.      | Балкански шпијун                         | Петар Марков Јаковљевић    |
| 1985.      | Пера Панкер                              |                            |
| 1985.      | Тајванска канаста                        | Јоги                       |
| 1985.      | Ада                                      | Мартин                     |
| 1986.      | Сиви дом (серија)                        | Гиле                       |
| 1987.      | Увек спремне жене                        | Ђура                       |
| 1988.      | Дом за вешање                            | Ахмед                      |
| 1988.      | Балкан експрес 2                         | Пик                        |
| 1989.      | Чудо у Шаргану (ТВ)                      | Миле                       |
| 1989.      | Балкан експрес 2 (ТВ серија) (серија)    | Пик                        |
| 1990.-те   |                                          |                            |
| 1990.      | Гала корисница: Атеље 212 кроз векове    | самог себе                 |
| 1991.      | Са 204-272 (ТВ)                          | Раде                       |
| 1991.      | Сарајевске приче (серија)                | Адем Преслица „Професор“   |
| 1991.      | Мала                                     | Стојан                     |
| 1995.      | Подземље                                 | Голуб                      |
| 1996—1997. | Горе доле (серија)                       | Јеврем Катић „Џеки“        |
| 1998.      | Раскршће — сегмент „Магија”              |                            |
| 2000.-те   |                                          |                            |
| 2001.      | Сладке сање                              | Хисник                     |
| 2003.      | Професионалац                            | Лука Лабан                 |
| 2007.      | Увођење у посао (ТВ)                     | Буда Јеремић               |
| 2009.      | Свети Георгије убива аждаху              | Алекса Вуковић             |

## Улоге у радио драмама
- Оскар Давичо: Вилин коњиц, режија Владимир Царин, Радио Београд, септембар 1953.
- Борисав Станковић: Ташана, р. Никола Поповић, Радио Београд, октобар 1953.
- Александар Видаковић: Марин Сорго, р. Неда Деполо, Радио Београд, март 1957.
- Владимир Царин: Бомбардери нису убили пролеће, р. Владимир Царин, Радио Београд, јун 1957.
- Борис Лаврењев: Аурора, р. Мирослав Беловић, Радио Београд, октобар 1957.
- Иван Сламниг: Кнез, р. Звонимир Бајсић, Радио Загреб, 1959.
- Хајнрих Бел, Арнолд Ли: Моја скупа нога и искусна секретарица, р. Петар Богићевић, Радио Београд, септембар 1961.
- Месих Абдул Хадад: Изјава саучешћа, р. Никола Поповић, Радио Београд, септембар 1961.
- Данило Николић: Побуњени Матија Губец, р. Никола Поповић, Радио Београд, октобар 1961.
- Молијер: Скапенове подвале, р. Мира Траиловић, Радио Београд, новембар 1961.
- Јосип Кришковић: Златно јутро, р. Петар Богићевић, Радио Београд, јануар 1962.
- Бора Ољачић: Проверена љубав, р. Петар Богићевић, Радио Београд, април 1962.
- Француска легенда: Где су лањски снегови (Окасен и Николета), р. Петар Богићевић, Радио Београд, септембар 1962.
- Жан Кокто: Клопка, р. Петар Богићевић, Радио Београд, новембар 1962.
- Јосип Кришковић: Сви милиционари имају хемијске оловке, р. Бода Марковић, Радио Београд, март 1963.
- Александар Поповић: Цветови и паликуће, р. Нада Марковић, Радио Београд, март 1963.
- Алексије Марјановић: Златни рам, р. Азра Ћемаловић, Радио Београд, април 1963.
- Никола Трајковић (по мотивима песме Б. Цветковића): Три приче, р. Азра Ћемаловић, Радио Београд, мај 1963.
- Вацлав Цибула: Свет пред нама, р. Слободан Седлар, Радио Београд, јануар 1964.
- Александар Обреновић: Чарлс Дикенс (1-2), р. Петар Богићевић, Радио Београд, јануар 1964.
- Слободан Лазић: Весели кројач, р. Петар Богићевић, Радио Београд, фебруар 1964.
- Василиј Аксјонов: У Барселони, р. Нада Бјелогрлић, Радио Београд, март 1964.
- Александар Поповић: Година се закитила цветом, р. Петар Богићевић, Радио Београд, април 1964.
- Светислав Бркић: Шекспир - наш савременик, р. Дарко Татић, Радио Београд, мај 1964.
- Жан Жироду: Интермецо, р. Бода Марковић, Радио Београд, мај 1964.
- Душан Јанковић Бели: Случај у мрачној улици, р. Петар Богићевић, Радио Београд, мај 1964.
- Владимир Буњац: Оноре де Балзак - Људска комедија, р. Дарко Татић, Радио Београд, јун 1964.
- Ефраим Кишон: Зиги и Хабуба, р. Азра Ћемаловић, Радио Београд, јун 1964.
- Макс Шулман: Девојачка логика, р. Олга Брајовић, Радио Београд, јун 1964.
- Љубомир Петровић: Данте Алигијери, р. Петар Богићевић, Радио Београд, октобар 1964.
- Никола Трајковић: Разбојник песник - Живот и дело Франсоа Вијона, р. Мира Траиловић, Радио Београд, новембар 1964.
- Живорад Михајловић: Сведок са прозора, р. Петар Богићевић, Радио Београд, децембар 1964.
- Милан Брујић: Девојчица и лептир, р. Петар Богићевић, Радио Београд, јануар 1965.
- Љубомир Петровић: Филозоф свемира - Алберт Ајнштајн, р. Љубомир Петровић, Радио Београд, јануар 1965.
- Казимјеж Козњевски: Петорица из улице Барске, р. Петар Богићевић, Радио Београд, фебруар 1965.
- Јосип Кришковић: Крила у олуји, р. Азра Ћемаловић, Радио Београд, фебруар 1965.
- Френк Л. Баум: Чаробњак из Оза, р. Олга Брајовић, Радио Београд, март 1965.
- Драгутин Хоркић: Ведро, шаљиво, весело, р. Нада Бјелогрлић, Радио Београд, март 1965.
- Миодраг Илић: Погреб незахвалника, р. Мира Траиловић, Радио Београд, април 1965.
- Миливој Матошец: Случај неког последњег кишобрана, р. Олга Брајовић, Радио Београд, мај 1965.
- Александар Поповић: Специјални задатак, р. Нада Бјелогрлић, Радио Београд, мај 1965.
- Леонид Андрејев: Сабињанске лепотице, р. Мира Траиловић, Радио Београд, јун 1965.
- Недељко Јешић: Мајаковски, р. Никола Поповић, Радио Београд, јун 1965.
- Бранислав Нушић: Обичан човек, р. Соја Јовановић, Радио Београд, јун 1965.
- Радоје Радовановић: Смешна исповест, р. Слободан Седлар, Радио Београд, јул 1965.
- Виктор Розов: На дан свадбе, р. Слободан Седлар, Радио Београд, јул 1965.
- Артур Адамов: Finita la comedia, р. Бода Марковић, Радио Београд, август 1965.
- Данило Николић: Суђење Гиставу Флоберу, р. Јован Ђурић, Радио Београд, август 1965.
- Марио Фрати: Заводници, р. Мата Милошевић, Радио Београд, август 1965.
- Жорж Мишел: Играчке, р. Петар Богићевић, Радио Београд, септембар 1965.
- Реџиналд Роуз: Догађај у пролазном граду, р. Милан Максимовић, Радио Београд, децембар 1965.
- Теодор Срдановић: Последњи викинг - Амундсен, р. Азра Ћемаловић, Радио Београд, децембар 1965.
- Момо Капор: На благој љуљашци сна, р. Бода Марковић, Радио Београд, јануар 1966.
- Милан Брујић: Заслуге, р. Нада Бјелогрлић, Радио Београд, јануар 1966.
- Предраг Голубовић: Кратка летња ноћ, р. Слободан Седлар, Радио Београд, фебруар 1966.
- Карел Чапек: Бајка о поштару, р. Никола Поповић, Радио Београд, фебруар 1966.
- Стојанка Грозданов-Давидовић: Другови мале балерине, р. Олга Брајовић, Радио Београд, март 1966.
- Јосип Кришковић: Путници за црвену зору, р. Олга Брајовић, Радио Београд, март 1966.
- Драгослав Николић Мицки: Богови су жедни - Животни пут Максимилијана Робеспјера, р. Нада Бјелогрлић, Радио Београд, март 1966.
- Илија Поповски: Жури цео свет, р. Олга Брајовић, Радио Београд, јун 1966.
- Лешек Колаковски: Улаз и излаз, р. Петар Богићевић, Радио Београд, јун 1966.
- Коста Степановић, Мирни људи, р. Петар Богићевић, Радио Београд, јун 1966.
- Миодраг Ђурђевић: Клопка, р. Петар Богићевић, Радио Београд, септембар 1966.
- Слободан Турлаков: Обрачун поданика, р. Петар Богићевић, Радио Београд, новембар 1966.
- Лино Алдани: Наређење - извршење, р. Петар Богићевић, Радио Београд, децембар 1966.
- Милан Комненић: Каква дивота, Бет, р. Бода Марковић, Радио Београд, децембар 1966.
- Драгослав Грбић: Украсне свеће, р. Слободан Седлар, Радио Београд, фебруар 1967.
- Јованка Јоргачевић: Силом прилика родољуб, р. Петар Богићевић, Радио Београд, април 1967.
- Дача Мараини: Нормална породица, р. Слободан Седлар, Радио Београд, април 1967.
- Авдо Мујчиновић: Фредерик Шопен - Срце ми сахраните у Пољској, р. Азра Ћемаловић, Радио Београд, мај 1967.
- Михаил А. Булгаков: Бекство, р. Петар Богићевић, Радио Београд, септембар 1967.
- Луиђи Пирандело: Није то ништа озбиљно, р. Петар Богићевић, Радио Београд, септембар 1967.
- Радоје Радовановић: Ханс Кристијан Андерсен - Бајка о три срца, р. Нада Бјелогрлић, Радио Београд, септембар 1967.
- Војислав Станојчић: Дружина Црна зграда, р. Петар Богићевић, Радио Београд, новембар 1967.
- Миливоје Пећанац: Из каменог доба, р. Петар Богићевић, Радио Београд, децембар 1967.
- Зоран Поповић: Бајка о привременим растанцима, р. Олга Брајовић, Радио Београд, децембар 1967.
- Анонимни аутор: Ратник, р. Петар Богићевић, Радио Београд, децембар 1967.
- Зоран Поповић: Железничка станица, р. Олга Брајовић, Радио Београд, фебруар 1968.
- Бранимир Шћепановић: То је био прави човек, р. Арса Јовановић, Радио Београд, март 1968.
- Ф. М. А. Волтер: Кандид, р. Љубомир Драшкић, Радио Београд, април 1968.
- Феликс Фалк: Лифт, р. Олга Брајовић, Радио Београд, септембар 1968.
- Николај Огњов: Дневник Костје Рјапцова, р. Олга Брајовић, Радио Београд, септембар 1968.
- Александар Поповић: Цар Дармар и његова кћи Хихи, р. Петар Богићевић, Радио Београд, октобар 1968.
- Бора Ћосић: Професије, р. Владимир Андрић, Радио Београд, март 1969.
- Видосав Стевановић: Бивши и садашњи, р. Олга Брајовић, Радио Београд, јул 1969.
- Бора Ољачић: Радио Воки шоу, р. Петар Богићевић, Радио Београд, фебруар 1970.
- Миклош Ђарфаш: Детективска партија, р. Мира Траиловић, Радио Београд, јул 1970.
- Џон Мареј: Случај за два детектива, р. Зоран Ратковић, Радио Београд, новембар 1970.
- Новица Савић: Хотел страха, р. Милан Шећеровић, Радио Београд, април 1971.
- Марија Чудина: Зелена кућа, р. Пол Пињон, Радио Београд, јун 1971.
- Миле Станковић: Девојачки брод, р. Петар Богићевић, Радио Београд, јун 1971.
- Бјерн Рунеборг: Човек који је постао град, р. Бранка Богданов, септембар 1971.
- Новица Савић: Две карте за град, р. Олга Брајовић, Радио Београд, март 1972.
- Миле Станковић: Љубав је као мај, р. Петар Богићевић, Радио Београд, април 1973.
- Пол Фостер: Лоптице, р. Дејан Чавић, Радио Београд, јун 1973.
- Јуриј Ољеша: Коштица од вишње, р. Петар Богићевић, Радио Београд, новембар 1973.
- Слободан Матовић: Тренутак среће, р. Азра Ћемаловић, Радио Београд, март 1974.
- Сем Шепард: Невидљива рука, р. Бранка Богданов, Радио Београд, јун 1974.
- Владимир Стаменковић: Стеријино позорје, р. Дарко Татић, Радио Београд, април 1975.
- Жарко Петан: Двојник, р. Олга Брајовић, Радио Београд, април 1975.
- Бошко Смаћоски: Свечаност у Горнику, р. Никола Јевтић, Радио Београд, октобар 1975.
- Милисав Савић: Пролазе ли возови, р. Љубомир Драшкић, Радио Београд, фебруар 1976.
- Јан Вдовјак: Џин тоник, р. Олга Брајовић, Радио Београд, април 1976.
- Ен Литн: Хери или невоље са лисицама, р. Слободанка Алексић, Радио Београд, јун 1976.
- Душан Илић: Човек са два точка, р. Олга Брајовић, Радио Београд, септембар 1976.
- Марио Диамент: Отмица, р. Вук Бабић, Радио Београд, новембар 1977.
- Ђорђе Ђурђевић: Јарослав Хашек, р. Ђорђе Ђурђевић, Радио Београд, фебруар 1978.
- Милан Рале Николић: Луди Станислав, р. Бода Марковић, Радио Београд, новембар 1978.
- Доминика Грожан: Жена са светлом, р. Нада Бјелогрлић, Радио Београд, фебруар 1979.
- Непознати аутор: Венецијанка, р. Никола Јевтић, Радио Београд, фебруар 1979.
- Зоран Поповић: Трговачки путник, р. Арса Јовановић, Радио Београд, март 1979.
- Волфганг Борхерт: Генерација без милости, р. Арса Јовановић, Радио Београд, април 1979.
- Тиодор Росић: Рађање партије - Живот и дело Филипа Филиповића, р. Србољуб Божиновић, Радио Београд, април 1979.
- Ђовани Бокачо: Декамерон, р. Бода Марковић, Радио Београд, мај 1979.
- Вацлав Хавел: Вернисаж, р. Љубомир Драшкић, Радио Београд, децембар 1981.